# محمود المليجي
محمود المليجي (22 ديسمبر 1910 - 6 يونيو 1983) ممثل مصري، نال شهرته في القرن العشرين، له حصيلة تجاوزت 500 عملّاً فنياً، منها 21 فيلمًا تم اختيارها في قائمة أفضل 100 فيلم بذاكرة السينما المصرية حسب استفتاء النقاد عام 1996. كـان عضواً في الـرابطة القـومية للتمثـيل، ثـم عضواً بالفرقة القومية للتمثيل. وتزوج من رفيقة عمره الفنانة «عُلوية جميل» سنة 1939.
عُرف باسم شرير الشاشة المصرية؛ لكثرة تقديم أدوار الشر في أعماله، ومع ذلك كان بارعًا في تقديم أدوار الخير والطبيب النفسي، كما أدى أيضاً أدواراً فكاهية (كوميدية). كان المليجي عضواً في الرابطة القومية للتمثيل، ثم عضواً في الفرقة القومية للتمثيل. وحصل على جوائز كثيرة منها «وسام العلوم والفنون» عام 1946، و«وسام الأرز» من لبنان عن مجمل أعماله الفنية في العام نفسه. وقد كرمته الدولة المصرية تقديراً لجهوده ولدوره البارز في مجال الفن، فحصل على جوائز عدة، منها «الميدالية الذهبية للرواد الأوائل»، وجائزة «الدولة التشجيعية في التمثيل» عام 1972، و«شهادة تقدير» في عيد الفن عام 1977. كما عُيِّن عضواً في مجلس الشورى؛ وذلك في عام 1980.

## عن حياته
ولد المليجي في عام 1910 بحي المغربلين في القاهرة. ترجع أصوله لقرية مليج بمحافظة المنوفية،  تميز بأدوار الشر، وتميز في أدوار رئيس العصابة الخفي، كما قدّم أدوار الطبيب النفسي. ومثّل أدوارًا أمام عظماء السينما المصرية رجالا ونساء.
انضمّ محمود المليجي في بداية عقد الثلاثينيات من القرن العشرين وكان مغمورًا في ذلك الوقت إلى فرقة الفنانة فاطمة رشدي، وبدأ حياته مع التمثيل من خلالها، حيث كان يؤدي الأدوار الصغيرة، مثل أدوار الخادم على سبيل المثال، وكان يتقاضى منها مرتباً قدره 4 جنيهات.
ولاقتناع الفنانة فاطمة رشدي بموهبته رشٌحته لبطولة فيلم سينمائي اسمه (الزواج على الطريقة الحديثة) بعد أن انتقل من الأدوار الصغيرة في مسرحيات الفرقة إلى أدوار الفتى الأول، إلا أن فشل الفيلم جعله يترك الفرقة وينضم إلى فرقة رمسيس الشهيرة، حيث عمل فيها ابتداءً في وظيفة ملقّن براتب قدره 9 جنيهات مصرية.

## حياته
ولــد «محمود المليـجي» في الثـاني والعـشرين من ديسمبر عـام 1910، في حيّ المغربلين، أحد أقدم أحياء القاهرة الشعبية وأشهرها. ونـشأ في بيـئة شعبـية حتى بعـد أن انـتقل مـع عائلـته الـى حـيّ الحلـمية، وبعـد أن حصل على الشـهادة الابتدائية اخــتار المدرسة الخديوية ليكمل فيها تعليمه الثانوي. وكان حبه لفن التمثيل وراء هذا الاختيار حيث أن الخـديوية مدرسـة كـانت تشـجع التمـثيل، فمـدير المدرسة «لبيب الكرواني» كان يشجع الهوايات وفي مقدمتها التمثيل، فالتحق المليجي بفريق التمثيل بالمدرسة، حيث أتيحت له الفرصة للتتلمذ على أيدي كبار الفنانين، أمثال: أحمـد عـلام، جـورج أبيض، فتوح نشاطي، عزيز عيد، والذين استعان بهم مدير المدرسة ليدربوا الفريق.
يتحدث المليـجي عن أيـام التمـثيل بالمـدرسة، فيقول: "في السنة الرابعة جاء عزيز عيـد ليدربنا، جذبتني شخصيته الفذة وروعة إخراجه وتطور أفكاره، وكنت أقـف بجانبه كالطفل الذي يحب دائماً أن يقلد أباه.. وقد أُعجب بي عزيز عيد وأنا أمثل، ومـع ذلك لم يُعطنِ دوراً أمثله، وكـان يقول لي دائمـاً.. (إنت مش ممثل.. روح دوّر على شـغلـة ثانية غير التمثيل).. وفي كـل مـرة يقول لي فيـها هذه العبـارة كنـت أُحـس وكأن خنجراً غـرس في صـدري، وكثـيراً ما كنت أتـوارى بجـوار شجـرة عجـوز بفـناء المـدرسة وأترك لعيني عنان الـدموع، إلى أن جـاء لي ذات يـوم صـديق قـال لي: إن عزيز عـيد يحـترمـك ويتنبأ لك بمستقبل مرموق في التمثيل، فصرخت فيه مَنْ قال لك ذلك؟ أجاب إنه عزيز عيد نفسه.. وعرفت فيما بعد أن هذا الفنـان الكبـير كان يقول لي هـذه الكلـمات من فمه فقط وليس من قلبه، وإنه تعمَّـد أن يقولـها حتى لا يصيبني الغرور، وكان درساً لا ينسى من العملاق عزيز عيد".

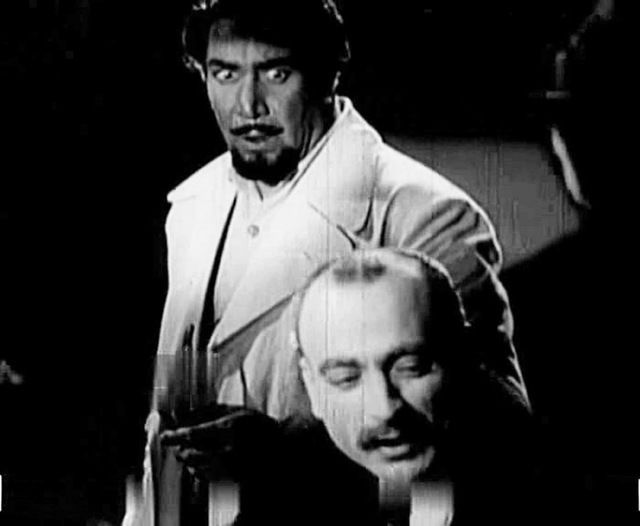
يوسف وهبي (واقفًا) مع محمود المليجي في لقطة من فيلم سيف الجلَّاد 1944م.

وفي إحـدى عـروض فرقـة المـدرسـة المـسرحية، كـان من بين الحاضرين الفنانة «فاطمة رشدي»، والتي أرسلت تهنئ المليجي ـ بعد انتهاء العرض ـ على أدائه الجيد لدور «ميكلوبين» في مسرحية «الذهب»، ودعته لزيارتها في مسرحها حيث عرضت عليه العـمل في فرقتها بمرتب قدره أربعة جنيهات شهرياً. عنـدها تـرك المليـجي المـدرسـة لأنـه لــم يستطع التوفيق بينها وبين عمله في المسرح الذي كان يسيطر على كل وجدانه. فقدم مع «فاطمة رشدي» مسرحية (667 زيتون) الكوميــديــة.. كمـا مثل دور «زياد» في مسرحية (مجنون ليلى).. وكان أول ظهور له في السينما في فيلم (الزواج ـ 1932) الذي أنتجته وأخرجته فاطمة رشدي، وقام هو بدور الفتى الأول أمامها. وبعـــد أن حُلَّت فرقة فاطمة رشدي، عمل المليجي كملقن في فرقة يوسف وهبي المسرحية. ثم اختاره المخرج «إبراهيم لاما» لأداء دور «ورد» غريم «قيس» في فيلم سيـنمائي من إخـراجـه في عام 1939.. كما أنه وقف، في عام 1936، أمام «أم كلثوم» في فيلمها الأول (وداد).. إلا أن دوره في فيلم (قيس وليلى) هو بداية أدوار الشر له، والتي استمرت في السينما قـرابة الثـلاثين عاماً.. حـيث قـدّم مـع «فـريـد شـوقـي» ثنائياً فنياً ناجحاً، كانت حصيلته أربعمائة فيلماً. وكانت نقطة التحول في حياة «مـحـمـود المـليجي» في عـام 1970، وذلك عندما اختاره المخرج «يوسف شاهين» للقيام بدور «محمد أبو سويلم» في فيلم «الأرض».. فقد عمل فيما بعد في جميع أفلام يوسف شاهين، وهي: الاختيار، العصفور، عودة الابن الضال، إسكندرية ليه، حدوته مصرية. وقد تحدث يوسف شاهين عن المليجي، فقال: (...كان محمود المليجي ممن يؤدون الأدوار بتلقائية ، كمـا أنني شـخصـياً أخـاف من نظـرات عينيه أمام الكاميرا...).
وقد ترك المليجي بصماته في المسرح أيضاً منذ أن اشتغل مع «فاطمة رشدي»، حيث التحق فيما بعد بفرقة «إسماعيل ياسين»، وبعدها عمل مع فرقة «تحيَّـة كـاريـوكـا»، ثـم فـرقـة المـسرح الجـديـد.. وبـذلـك قـدم أكـثر من عـشرين مـسرحية، أهـمـها أدواره في مسرحيات: يوليوس قيصر، حـدث ذات يوم، الـولادة، ودور «أبو الـذهب» في مـسرحية أحمد شوقي «علي بك الكبير».
ثم لا ننسى أن نشير إلى أن محمود المليجي قد دخل مجال الإنتاج الـسـينمائي مساهـمة منه في رفـع مـستوى الإنتـاج الفني، ومحـاربة مـوجة الأفـلام الـساذجة، فـقدّم مجموعة من الأفلام، منها على سبيل المثال: الملاك الأبيض، الأم القاتلة، سوق الـسلاح، المقامر.. وبذلك قدم الكثير من الوجوه الجديدة للسينما، فهو أول من قدم فريد شـوقي، تحية كاريوكا، محسن سرحان، حسن يوسف، وغيرهم.
لقد مثل محمود المليجي مختلف الأدوار، وتقمص أكثر من شخصية: الـلص، المجرم، القوي، العاشق، رجل المباحـث، البوليس، الباشـا، الكهـل، الفـلاح، الطبيب، المحامي.. كما أدى أيضاً أدواراً كوميدية.
مثّل 318 فيلم «محمود المليجي». أطلق عليه الفنانون العرب لقب «أنتوني كوين الشرق»، وذلك بعد أن شاهدوه يؤدي نفس الدور الذي أداه أنتوني كوين في النسخة الأجنبية من فيلم القادسية بنفس الإتقان. وأيضا أداؤه في فيلم الأرض في المشهد الذي قام به المليجي أو «محمد أبو سويلم» وهو مكبـَّل بالحـبال والخـيل تجـرُّه على الأرض محـاولاً هـو التـشـبث بجذورها. حيث تكمن موهبته في أنه كـان يؤدي دوراً معبراً عن حقيقته، خصـوصاً عندما رفض تنفـيذ هذا المـشـهد باسـتخدام بديل «دوبلير»، وأصَّـر على تنفـيذه بنفسه.

## أفلامه
| السنة | الأفلام |
| ----- | --- |
| 1927  | قبلة في الصحراء |
| 1933  | الزواج |
| 1936  | وداد |
| 1937  | نشيد الأمل، الحب المورستاني |
| 1938  | ساعه التنفيذ |
| 1939  | في ليلة ممطرة، قيس وليلى |
| 1940  | قلب المرأة، رجل بين امرأتين |
| 1941  | عاصفة على الريف، صلاح الدين الأيوبي، عريس من إسطنبول |
| 1942  | محطة الأنس، ليلى، ابن الصحراء، ابن البلد، أولاد الفقراء، بحبح في بغداد |
| 1943  | كليوباترا، الطريق المستقيم |
| 1944  | وحيدة، نور الدين والبحارة الثلاثة، ليلى في الظلام، سيف الجلاد، برلنتي، شهداء الغرام، غرام وانتقام، ابن الحداد |
| 1945  | مدينة الغجر، ليلة الحظ، كازينو اللطافة، قلوب دامية، قصة غرام، قتلت ولدي، سفير جهنم، رجاء، بين نارين، بنات الريف، الفنان العظيم، الصبر طيب، الحب الأول، أحب البلدي                                                                                       |
| 1946  | يد الله، لست ملاكا، عودة القافلة، عادت إلى قواعدها، ضحايا المدينة، صاحب بالين، سلوى، اليتيمة، دايما في قلبي، النائب العام، الملاك الأبيض، الغيرة، الطائشة                                                                                               |
| 1947  | قبلني يا أبي، غروب، عودة الغائب، عروسة البحر، عدو المجتمع، ضربة القدر، سلطانة الصحراء، جحا والسبع بنات، المنتقم، الستات عفاريت، الجولة الأخيرة، الأب، أسير الظلام                                                                                       |
| 1948  | ليلى العامرية، عدل السماء، شمشون الجبار، سجي الليل، حياة حائرة، الحب لا يموت، المغامر، العقاب، اللعب بالنار، الريف الحزين، البوسطجي |
| 1949  | ولدي، منديل الحلو، مبروك عليكي، كل بيت له راجل، غزل البنات، على أد لحافك، عقبال البكاري، ذو الوجهين، حلاوة، حدوة الحصان، جواهر، السجينة رقم 17 |
| 1950  | معركة الحياة، محسوب العائلة، عيني بترف، حماتك تحبك، أيام شبابي، أمير الانتقام |
| 1951  | ليلة غرام، لك يوم يا ظالم، طيش الشباب، ضحيت غرامي، سماعة التليفون، خضرة والسندباد القبلي، القافلة تسير، الصبر جميل، الدنيا حلوة، البنات شربات، ابن النيل، ابن الحلال                                                                                    |
| 1952  | يسقط الاستعمار، ناهد، من القلب للقلب، مصطفى كامل، كأس العذاب، قليل البخت، قدم الخير، غلطة أب، صورة الزفاف، زمن العجائب، حضرة المحترم، بنت الشاطئ، أموال اليتامى، آمنت بالله، المنزل رقم 13، الزهور الفاتنة، الدم يحن، الإيمان، الأم القاتلة، اديني عقلك |
| 1953  | مليون جنيه، لحن حبي، عفريت عم عبده، عبيد المال، حميدو، جحيم الغيرة، بلال مؤذن الرسول، المستهترة، اللقاء الأخير، مكتوب على الجبين، اشهدوا يا ناس |
| 1954  | يا ظالمني، نور عيوني، كدت أهدم بيتي، فتوات الحسينية، عروسة المولد، رقصة الوداع، دلوني يا ناس، خليك مع الله، تاكسي الغرام، إنسان غلبان، الوحش، الناس مقامات، الملاك الظالم، المجرم، المال والبنون، الحياة الحب، الأستاذ شرف، أبو الدهب                   |
| 1955  | نحن بشر، موعد مع إبليس، كابتن مصر، عرايس في المزاد، دموع في الليل، أيام وليالي، أهل الهوى، الله معنا، الغائبة |
| 1956  | من القاتل، كفاية يا عين، قلوب حائرة، صحيفة السوابق، صاحبة العصمة، سمارة، رصيف نمرة 5، حب وإنسانية، حب وإعدام، النمرود، المفتش العام، العروسة الصغيرة، أرضنا الخضراء                                                                                     |
| 1957  | نهاية حب، ليلة رهيبة، لواحظ، طاهرة، صراع مع الحياة، سجين أبو زعبل، حياة غانية، تجار الموت، المتهم، الفتوة، الجريمة والعقاب، إسماعيل يس في الأسطول |
| 1958  | عواطف، شباب اليوم، سواق نص الليل، رحمة من السماء، حبيبي الأسمر، جميلة، توبة، امسك حرامي، المعلمة، الشيطانة الصغيرة، أبو عيون جريئة، أبو حديد |
| 1959  | من أجل حبي، من أجل امرأة، قلب يحترق، فضيحة في الزمالك، غرام في الصحراء، عودة الحياة، سمراء سيناء، حياة امرأة، حكاية حب، حب إلى الأبد، المبروك، الحب الأخير، إسماعيل يس في الطيران، آخر من يعلم، إحنا التلامذة، أبو أحمد                                 |
| 1960  | يا حبيبي، وعاد الحب، معا إلى الأبد، قلب في الظلام، صائدة الرجال، سوق السلاح، رجال في العاصفة، خلخال حبيبي، حب في حب، بين السماء والأرض، الغجرية، العملاق، أبو الليل                                                                                     |
| 1961  | يوم من عمري، وا إسلاماه، فطومة، صراع في الجبل، غدا يوم آخر، زيزيت، النصاب |
| 1962  | الفرسان الثلاثة، للنساء فقط، عبيد الجسد، سلوى في مهب الريح، حيرة وشباب، القصر الملعون، الحقيبة السوداء، الحاقد، آخر فرصة |
| 1963  | نار في صدرى، من غير أمل، قصة ممنوعة، على ضفاف النيل، سر الهاربة، سجين الليل، بطل للنهاية، النشال، الناصر صلاح الدين، المصيدة، الجريمة الضاحكة |
| 1964  | هارب من الزواج، مطلوب زوجة فورا، فتاة شاذة، فتاة الميناء، شادية الجبل، ألف ليلة وليلة |
| 1965  | هارب من الأيام، مدرس خصوصي، المشاغبون، المشاغب، العقلاء الثلاثة، الرجل المجهول |
| 1966  | حبي في القاهرة، الزوج العازب، إجازة صيف |
| 1967  | عندما نحب، شنطة حمزة، الراجل ده حيجنني، الدخيل، الخروج من الجنة، إضراب الشحاتين |
| 1968  | روعة الحب، ابن الحتة، 3 قصص |
| 1969  | نشال رغم أنفه، صراع المحترفين، دلع البنات، بئر الحرمان، الرعب، الرجل والقضبان، ابن الشيطان |
| 1970  | غروب وشروق، صراع مع الموت، رضا بوند، الوادي الأصفر، المجانين الثلاثة، الحب والثمن، الحب الضائع، الأرض |
| 1971  | غدا يعود الحب، عصابة الشيطان، عشاق الحياة، شباب في عاصفة، رجال في المصيدة، بريء في المشنقة، الظريف والشهم والطماع، الاختيار، اعترافات امرأة |
| 1972  | رجال بلا ملامح، ولدي، وكر الأشرار، ملوك الشر، صور ممنوعة، شباب يحترق، رغبات ممنوعة، دعوة للحياة، الورطة، الناس والنيل، الرغبة الضياع |
| 1973  | مدينة الصمت، شمس وضباب، السكرية، الحب الذي كان، البنات والمرسيدس، أبناء للبيع |
| 1974  | لغة الحب، لعنة امرأة، عنتر فارس الصحراء، دنيا، امرأة للحب، العصفور، الشوارع الخلفية |
| 1975  | وانتهى الحب، مجانين بالوراثة، لقاء مع الماضي، صائد النساء، جنون الشباب، جفت الدموع، بائعة الحب، ألو أنا القطة، الخدعة الخفية، البحث عن المتاعب |
| 1976  | وداعا إلى الأبد، ليتني ما عرفت الحب، لا يا من كنت حبيبي، لا وقت للدموع، عودة الابن الضال، شوق، الدموع الساخنة |
| 1977  | نساء في المدينة، كباريه الحياة، سري جدا، حلوة يا دنيا الحب، ابنتي والذئب |
| 1978  | وراء الشمس، واحدة بعد واحدة ونص، مسافر بلا طريق، رجل اسمه عباس، أيام العمر معدودة |
| 1979  | أنقذوا هذه العائلة، إسكندرية ليه |
| 1980  | سأعود بلا دموع، أين تخبئون الشمس |
| 1981  | ليلة شتاء دافئة، صراع العشاق، زيارة سرية، القرش، العرافة |
| 1982  | حدوتة مصرية، إنهم يسرقون عمري |
| 1983  | دليل الاتهام، أيوب، رحلة عيون |

## مسلسلاته
- 1977: ليالي الحصاد إخراج علوية زكي، العنكبوت للدكتور مصطفى محمود.
- 1980: رداء لرجل أخر، اليتيم والحب
- 1981: صيام صيام
- 1982: على أبواب المدينة
- 1983: مسلسل عمرو بن العاص مع مجدي وهبة، والذي تم إنتاجه قبل وفاته بفترة قصيرة حتى أن الحلقات الأخيرة من المسلسل بعد ما تمت عملية المونتاج لها أضيف إلى اسمه عبارة «الراحل الكبير».
- وقال البحر.
- مسلسل أحلام الفتى الطائر مع عادل إمام كضيف شرف.
- مسلسل برج الحظ مع محمد عوض.
- مسلسل الأيام مع أحمد زكي.
- مسلسل القط الأسود.
- مسلسل مارد الجبل مع نور الشريف عام 1977.
- مسلسل حصاد العمر مسلسل حصاد العمر آخر أعمال الفنان الراحل محمود المليجي والفنانة كريمة مختار والفنان فاروق الفيشاوي والفنان القدير صلاح السعدني والفنان ممدوح عبد العليم والممثل الشاب علي السيد ويدور المسلسل بأحداث درامية وقصة أب يقاسي من قلة الدخل والراتب الذي لا يكفي المعيشة وتكثر المعاناة مع فقدانه للراتب ويقوم بدور الفنان صلاح السعدني وهو صغير الموهبة الشابة علي السيد في دور (منعم) والذي يفكر بطريقة لمساعدة والديه للخرج من مأزق هذا الشهر ويبدأ الدراما والقصة بين الابن الذي يصرف والابن الذي يساعد وكيف تستمر الحياة في هذه الأسرة البسيطة والتي تمثل جزء كبير من أسرنا المصرية .

## وفاته
توفي في يوم 6 يونيو 1983 وكانت لحظة وفاته عندما كان يستعد لتصوير آخر لقطات دوره في الفيلم التليفزيوني «أيوب» في الاستديو في تمثيل مشهد الموت، وجلس وطلب أن يشرب فنجان قهوة وهنا أخذ يتحدث مع الفنان عمر الشريف الذي يشاركه في الفيلم عن غرابة الحياة عن النوم والاستيقاظ، وفجأةً أمال رأسه كأنها في حالة نوم عميقة، وكل من في الاستديو يعتقدون أنه مشهد تمثيلي يؤديه، وأخذ بعض الناس يضحكون مع استمرار شخير الفنان خاطبه الممثل عمر الشريف طالبًا منه أن يكفّ عن ذلك، ولم يكن يدرك أن المليجي قد وافته المنية في هذه اللحظة وهو يمثل مشهد الموت، مما أثار اندهاش وتعجب الجميع اعتقاداً أن الفنان محمود المليجي يمثل، وآخرون اعتقدوا أنه نام، ولم يدر في بال أحد أنها اللحظة الأخيرة.

## روابط خارجية
- محمود المليجي على موقع IMDb (الإنجليزية)
- محمود المليجي على موقع قاعدة بيانات الأفلام العربية
- محمود المليجي على موقع ألو سيني (الفرنسية)
- محمود المليجي على موقع قاعدة بيانات الفيلم (الإنجليزية)
- محمود المليجي على موقع كينوبويسك (الروسية)